# Willy Böckl
Wilhelm Richard (Willy) Böckl (Klagenfurt, 27 januari 1893 – aldaar, 22 april 1975) was een Oostenrijks kunstschaatser. Hij nam deel aan de eerste twee edities van de Olympische Winterspelen, Chamonix 1924 en Sankt Moritz 1928, en won twee olympische zilveren medailles. Hij werd vier keer wereldkampioen en zes keer Europees kampioen.

## Biografie
Böckl was een van de meest succesvolle kunstschaatsers van de jaren '20, maar had de pech dat hij nooit olympisch goud wist te winnen. Zijn lange carrière begon in 1913, toen hij tweede werd op de wereldkampioenschappen en derde op de Europese kampioenschappen. Tijdens de Eerste Wereldoorlog lagen de internationale wedstrijden stil en in 1922 werd de competitie hervat.
Tegen die tijd bleek Böckls grootste tegenstander de Zweed Gillis Grafström te zijn. Na zilveren medailles te hebben behaald op de WK (1923, 1924) en op de Olympische Spelen (1924) was het juist de Oostenrijker die de sport domineerde, terwijl Grafström zich richtte op zijn werk. Böckl won in de jaren erop vier wereldtitels (1925-1928) en vier Europese titels (1925-1928). Eerder was hij in 1922 en 1923 ook al Europees kampioen geworden. Maar toen Grafström terugkeerde voor de Olympische Spelen in Sankt Moritz, moest Böckl weer genoegen nemen met het zilver. Hij stopte vervolgens na deze, ook voor hem, tweede Olympische Spelen.
Böckl emigreerde later naar de Verenigde Staten en werkte daar als schaatscoach. In 1938 was hij betrokken bij het oprichten van de American Skaters Guild, een vereniging van kunstschaatstrainers. Hij werd de eerste voorzitter van de vereniging.

## Belangrijke resultaten
| Kampioenschap           | 1913   | 1914  | 1920 | 1922  | 1923   | 1924   | 1925   | 1926 | 1927 | 1928   |
| ----------------------- | ------ | ----- | ---- | ----- | ------ | ------ | ------ | ---- | ---- | ------ |
| Olympische Spelen       |        |       |      |       |        | Zilver |        |      |      | Zilver |
| Wereldkampioenschap     | Zilver | Brons |      | Brons | Zilver | Zilver | Goud   | Goud | Goud | Goud   |
| Europees kampioenschap  | Brons  | Brons |      | Goud  | Goud   |        | Goud   | Goud | Goud | Goud   |
| Nationaal kampioenschap | Goud   | Goud  | Goud |       |        | Goud   | Zilver |      |      |        |

- Gemeinsame Normdatei: 1050420292
- International Standard Name Identifier: 0000 0004 3429 0106
- Library of Congress Control Number: n97874138
- Virtual International Authority File: 311274178
- WorldCat: E39PBJgRPCVYXWfCkqJWxvVV4q